# Universe
„Universe“ (в превод Вселена) е дванадесетият и последен студиен албум на Модърн Токинг. Излиза през март 2003 година.
Наименованието на албума не е случайно. Песните в него са в различни стилове, както са различни звездите във вселената. „I’m No Rockefeller“ е типичен шансон, „Mystery“ е латино, „Everybody Needs Somebody“ е евроденс, „Heart Of An Angel“ е балада, „Knocking On My Door“ е типичен поп-рок, „Blackbird“ е типичен джаз – нещо нетипично за Модърн Токинг, но факт!
А водещата песен, която е единственият сингъл от този албум „TV Makes The Superstar“ носи скандал в музикалните среди, защото според някои критици песента много прилича на „Lucky“ на Бритни Спиърс, но това се оказва пълна лъжа, защото това е само привидно. Тема на заглавието на сингъла е немския телевизионен формат за млади таланти „Германия търси суперзвезда“. Сингълът достига второ място в класацията и е най-успешния след повторното обединение на дуета от 1998 година. Албумът придобива златен статус и е на второ място в класацията. Съдържа 12 нови песни. Те са толкова разнообразни и красиви, че ако трябва да оценим албума по десетобалната система, можем спокойно да му поставим 10.

## Списък на песните
1. „TV Makes The Superstar“ – 3:44
2. „I’m No Rockefeller“ – 3:40
3. „Mystery“ – 3:32
4. „Everybody Needs Somebody“ – 4:09
5. „Heart Of An Angel“ – 4:08
6. „Who Will Be There?“ – 3:47
7. „Knocking On My Door“ – 3:36
8. „Should I, Would I, Could I?“ – 3:45
9. „Blackbird“ – 3:17
10. „Life Is Too Short“ – 3:32
11. „Nothing But The Truth“ – 3:20
12. „Superstar“ – 3:41